# Evelyn Glennie
Dame Evelyn Elizabeth Ann Glennie, škotska tolkalistka, * 19. julij 1965, Aberdeenshire, Škotska.
Glennie je gluha glasbenica, ki (po svojih besedah) sliši zvoke z deli telesa. Nastopa po vseh vidnejših kulturnih prestolnicah (večinoma) severne zemeljske poloble. V njeni zbirki je preko 1800 tolkalskih glasbil. Odlikovana z redom britanskega imperija. Za svoje glasbene dosežke je prejela tudi nagrado Grammy.